# 臺南忠靈塔
臺南忠靈塔位於臺灣臺南市南區，是臺灣日治時期座落臺南州國民道場的忠靈塔，二次大戰後因為1948年舉辦的「第三屆全省運動會」而改成「第三屆全省運動會紀念塔」。該塔可能是臺灣現存最大、最完整的忠靈塔。此外據當時的報導，臺南忠靈塔為全臺灣島最早動工建設的忠靈塔。
2019年6月，因為塔內骨灰遷移的事件，外界擔心將拆除此塔。對此臺南市政府相關單位表示表示塔是古物不會拆除，骨灰遷出後塔體會交由體育處管理，目前只是拆除非古物的石階以利竹溪整治工程。在此同時有團體「重現府城水文促進會」將忠靈塔提報為古蹟，公文送交給臺南市文化資產管理處。7月8日下午，臺南市文化資產管理處會勘後，認為忠靈塔具有特殊歷史文化意義，決議「列冊追蹤」，之後進行相關審議程序。2022年2月15日，以「忠靈塔（第三屆全省體育會紀念塔）」的名義，公告為臺南市歷史建築。

## 沿革
臺南忠靈塔的興建規劃一事在昭和十四年（1939年）1月25日被《臺灣日日新報》報導，報導中提到在州會中有數名議員「熱烈質問」此事，而在日本內務省許可後已募到10萬日圓的資金。次年（1940年）12月30日，有忠靈塔與國民道場的建設已著手進行的報導，後來有將臺南市鄭子寮的陸軍墓地埋葬者合祀到忠靈塔的意見。
昭和十六年（1941年）4月29日忠靈塔工程舉行動土儀式，於昭和十九年（1944年）落成。當時動員臺南州青年興建而成，用以安奉臺南州死於二次大戰中的戰歿者骨灰。忠靈塔前有廣場，當時稱為「市民廣場」，並曾一度興建新的臺南公會堂，但未成案。
二次大戰後，因為臺南市於民國37年（1948年）舉辦「第三屆全省運動會」，忠靈塔被改成紀念塔。塔上原有末代臺灣總督安藤利吉所题的「忠靈塔」三字，被換成臺灣省主席魏道明所题的「積建為雄」四字，字的上方還刻有青天白日徽。而後來在黨外時期，塔前廣場經常做為造勢場地使用。另外據《臺灣民聲日報》的報導，民國53年（1964年）10月14日，在公共體育場忠靈塔曾舉行秋祭中華民國國軍陣亡官兵典禮。
2004年3月29日，台南市古蹟暨歷史建築審查委員會勘連日來引發爭議的市立體育場牌樓和忠靈塔，認為均有歷史價值。
2019年6月，臺南市政府殯葬管理所該塔年久失修且結構逐漸損壞已成危塔為由，於3日公告將骨灰移至安南區青草崙統一祭拜。另外骨灰移出後塔體將交由體育處管理，而體育處方面表示忠靈塔本身是古物，不可能任意拆除。另外在此同時進行的石階敲除工程，相關單位表示石階本身不是古物，是興建極限運動場時一起興建的。而之所以要拆除石階，是為了配合竹溪整治相關工程，有規劃要在崇孝塔到忠靈塔之間鋪設步道，日後也會重建石階。而由於臺南市政府進行骨灰遷移與石階拆除工程，有民間團體擔心忠靈塔將要拆除，重現府城水文促進會遂向臺南市文化資產管理處送出公文，將忠靈塔提報為古蹟，且認為階梯拆除工程也該先停工。6月11日，重現府城水文促進會為避免臺南市政府相關部門消極不作為，向監察院提出陳情。

## 建築
臺南忠靈塔外觀為簡單的幾何造型，結構為鋼筋混凝土，外砌淺色花崗岩。塔高28公尺，裡頭有5層，加上頂樓為六層樓。
原先認為塔內約有骨灰罐3200座，臺南市政府殯葬管理所於2019年6月表示其中有名有姓共有150個，將進塔安置，並有15罐需更換骨罐，而無主骨灰則將灑葬。而後殯葬管理所在2019年7月31日公布清查結果，塔內骨灰罐共2,837個（有名69個、無名2,768個）。根據殯葬管理清查，目前無日治時期台南州民骨骸；而大多數有名者所裝的，是中華民國國軍的遺灰。

## 其他
除了臺南忠靈塔外，日治時期臺灣其他地區也有建設忠靈塔，像是花蓮、嘉義等地。